# نظریه تلنگر
تلنگر مفهومی در علوم رفتاری، نظریه سیاسی و اقتصاد است که تقویت مثبت و پیشنهادهای غیر مستقیم خود را برای تلاش در جهت رسیدن به انطباق غیر اجباری و تاثیر بر انگیزه‌ها، مشوق‌ها و تصمیم‌گیری گروهی فردی را مطرح می‌کند. ادعای تئوری تلنگر این است که حداقل به اندازهٔ آموزش مستقیم یا اجرای قانون مؤثر است، اگر بیشتر مؤثر نباشد. این مفهوم سیاستمداران آمریکایی را تحت تأثیر قرار داده‌است. چند واحد سقلمه در سراسر جهان وجود دارد، در سطح فدرال (انگلستان و آلمان و ژاپن و دیگران) و همچنین در سطح بین‌المللی (سازمان همکاری اقتصادی و توسعه، بانک جهانی، سازمان ملل متحد).

## تعریف تلنگر

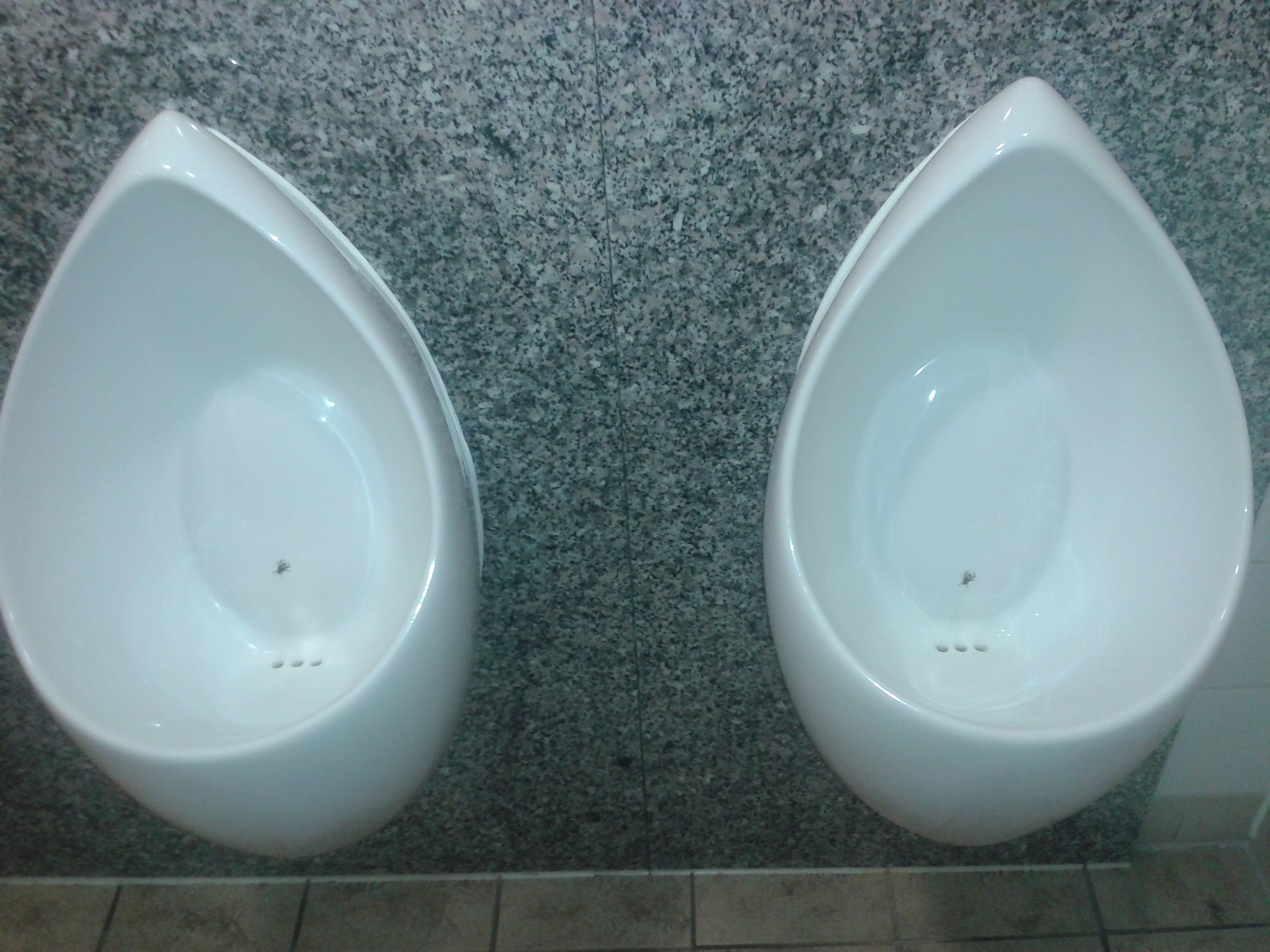
مثالی از تلنگر: مگس پلاستیکی مصنوعی در توالت سرپایی مردانه (به منظور هدفگیری بهتر)

تدوین این اصطلاح و اصول مرتبط با آن اولین بار در سایبرنتیک، قبل از سال ۱۹۹۵ توسط جیمز ویلک بیان شد. همچنین توسط دکتر استوارت، عضو هیئت علمی دانشگاه برونل به عنوان «هنر تلنگر» منتشر شد. (گاهی اوقات به عنوان ریزتلنگرها گزارش شده‌است). این اصطلاح همچنین به تأثیرات متدولوژیک روان درمانی به دنبال کارهای گرگوری بیتسون، میلتون اریکسون، پاول واتسلاویک، جان ویکلند، فیسچ، بیل اُ هانلون، متصل است. در این گونه، تلنگر یک وسیلهٔ طراحی شدهٔ هدفمند برای گروه مشخصی از مردم، قطع نظر از مقیاس مداخلهٔ مورد نظر، در نظر گرفته شده‌است.

در سال ۲۰۰۸، کتاب سقلمه ی ریچارد تالر و کس سانستاین، تئوری تلنگر را به سرزبان‌ها آورد. این کتاب همچنین پیروانی میان سیاستمداران آمریکایی و بریتانیایی چه در بخش بخش خصوصی و بخش سلامت عمومی بدست آورد. نویسندگان تأثیرگذاری بر رفتار بدون اجبار را پدرسالاری آزادی خواهانه و نفوذگران را به عنوان معماران انتخاب نامیدند. تالر و سانستاین تعریف مفهوم خود را به به صورت زیر بیان کردند:
تلنگر، به آن تلقی که ما از آن داریم، هر جنبه‌ای از معماری رفتار است که رفتار مردم را در راه پیش‌بینی پذیری، بدون ممنوع کردن هیچ گزینه‌ای یا تغییر محسوسی در انگیزه‌های اقتصادی شان، اصلاح می‌کند. برای اینکه یک تلنگر خالص محسوب شود، مداخلات، برای اجتناب‌کننده باید آسان و ارزان باشد. تلنگرها یک فرمان نیستند. قرار دادن میوه در برابر چشم یک تلنگر محسوب می‌شود. ممنوع کردن غذای ناسالم یک تلنگر نیست.

در این غالب، در اقتصاد رفتاری، تلنگر به‌طور کلی برای نفوذ بر رفتارها کاربرد دارد.

## بررسی اجمالی

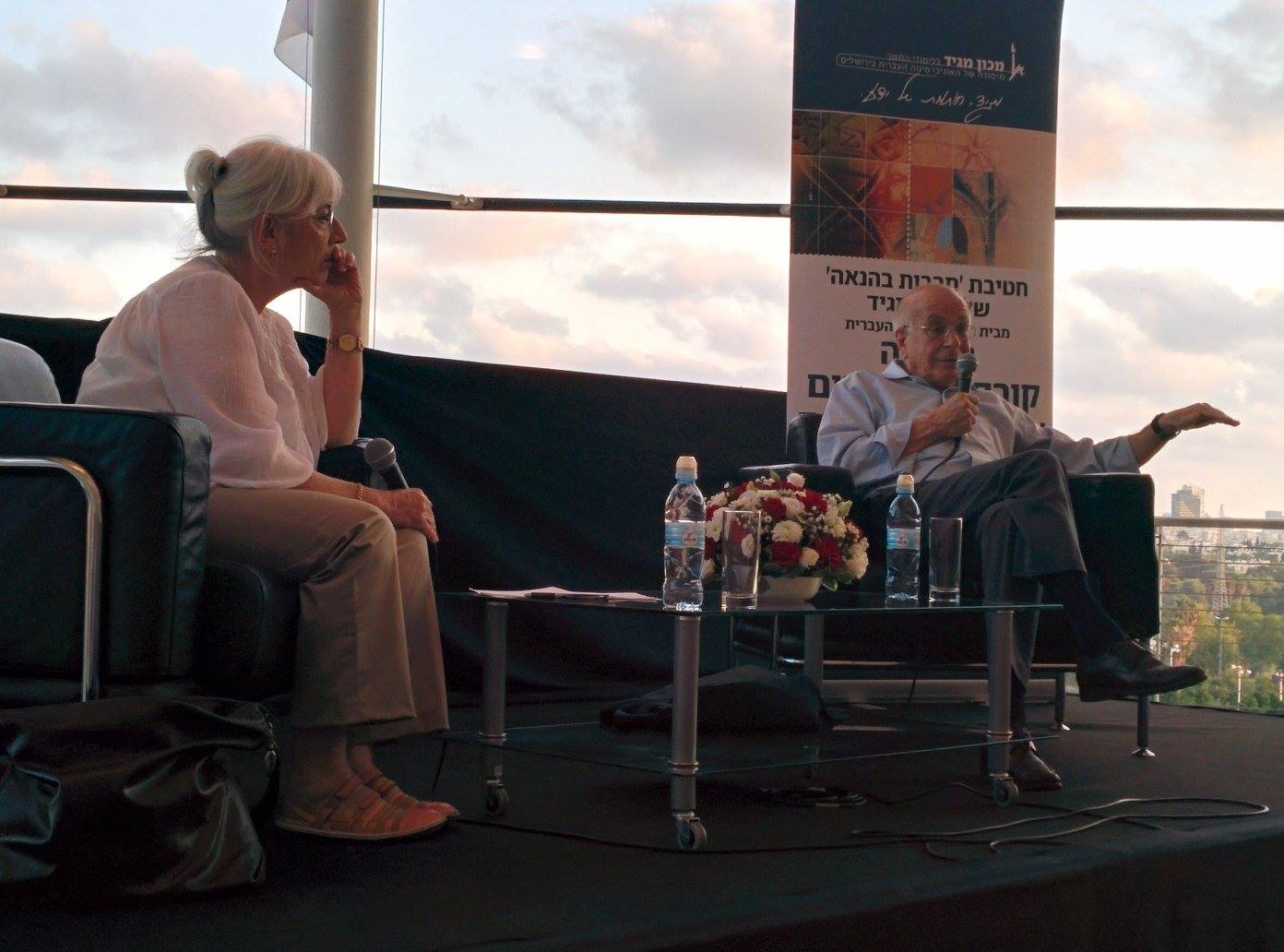
پروفسور دانیل کانمن و پروفسور مایا بار هیلل در مورد تحقیقات کانمن صحبت می کنند

تلنگر با تغییر محیط باعث می‌شود که فرایند خودکار شناختی به راه افتد تا نتیجهٔ مطلوب حاصل شود. به عبارت دیگر یک فرد با احتمال بیشتری تصمیمات مشخصی اتخاذ یا یا به شکل مشخصی رفتار کند.
رفتار فردی همیشه در هماهنگی با اهداف نیست (شکاف ارزش-عمل نامیده می‌شود). این یک شناخت عمومی است که انسان‌ها موجودات کاملاً عقلایی نیستند. به این معنی که مردم گاهی کارهایی می‌کنند که در دایرهٔ خودخواهی‌هایشان نیست، حتی زمانی که می‌دانند که اینکار بهینه نیست. به عنوان مثال، هنگام گرسنگی، اغلب افراد رژیمی توانایی کاهش وزنشان را دست کم می‌گیرند و عزم‌شان برای سالم‌خواری فوراً ضعیف می‌شود تا زمانی که سیر شوند.
چرا مردم گاهی خلاف منافع خود عمل می‌کنند؟ تالر و سانستاین دو سامانهٔ مجزا برای پردازش اطلاعات توصیف می‌کنند: سیستم اول که سریع، خودکار و به شدت مستعد پذیرش تأثیرات محیطی است، سیستم دوم پردازش؛ آرام، فکری، با احتساب اهداف صریح و برنامه‌ریزی شده. هنگامی که شرایط بیش از حد پیچیده یا غافلگیرکننده برای یک ظرفیت شناختی فردی باشد، یا زمانی که فرد با محدودیت زمانی یا فشارهای دیگر مواجه باشد، سامانهٔ اول در فرایند تصمیم‌گیری عمل می‌کند. سامانهٔ اول در نتیجهٔ تصمیم‌گیری سریع‌تر به قضاوت‌های گوناگون تجربی متکی است. متأسفانه این موضوع می‌تواند منجر به تصمیم‌گیری غیربهینه شود. در حقیقت تالر و سانستاین رفتارهای ناسازگار با موقعیت‌هایی که در آن سامانهٔ اول موجب پایمال کردن اهداف و ارزش‌های صریح می‌شود را ردگیری کردند. این به خوبی مستند شده‌است که رفتارهای عادت گونه، بدون قطع دلیل محیطی که منشأ آن رفتار است، مقاوم به تغییر هستند.
تکنیک تلنگر کمک می‌کند که قضاوت‌های تجربی به نفع ما شود. به عبارت دیگر، تلنگر محیط را اصلاح می‌کند بنابراین سامانهٔ اول تصمیم‌گیری درگیر می‌شود، در نتیجه خروجی تصمیم بهترین نتیجهٔ ممکن خواهد بود. یک مثال از چنین تلنگرهایی، تعویض مواد غذایی ناسالم در فروشگاه به نحوی که میوه‌ها و دیگر گزینه‌های سالم در نزدیکی صندوقدار، و غذاهای سالم در مکان‌های دیگری از فروشگاه جانمایی شود.

## انواع تلنگر
تلنگرها تغییرات کوچک در محیط هستند که به آسانی و با هزینهٔ کم قابل پیاده‌سازی‌اند. چند روش مختلف برای تلنگر زدن وجود دارد، شامل پیش فرض‌ها، عقل تجربی جمعی و افزایش برجستگی گزینهٔ مورد نظر.
گزینهٔ پیش‌فرض گزینه‌ای است که اگر فرد منفعلانه عمل کند، به‌طور خودکار برای او انتخاب می‌شود. مردم معمولاً اگر تمایل کم‌تری به تغییر گزینهٔ پیش‌فرض دارند. به‌طور مثال، پیچارت و کتیسکوپولوس دریافتند که شمار بیشتری از مردم، انرژی تجدید پذیر را برای الکتریسیته انتخاب می‌کنند وقتی که به عنوان گزینهٔ پیش‌فرض در نظر گرفته شده باشد.
عقل تجربی جمعی به معنی تمایل افراد به نگاه در رفتار سایرین به منظور کمک گرفتن در اصلاح رفتار خود است. مطالعات، موفقیت‌هایی در استفاده از عقل تجربی جمعی به منظور تلنگر زدن به افراد برای انتخاب غذای سالم‌تر را نشان می‌دهد.
هنگامی که توجه فردی به سمت گزینهٔ مشخصی کشیده شود، آن گزینه در نظر فرد برجسته‌تر خواهد بود؛ بنابراین احتمال بیشتری وجود دارد که فرد آن گزینه را انتخاب کند. به عنوان مثال، در یک مغازهٔ اسنک فروشی در هلند، وقتی غذاهای سالم در نزدیکی صندوق‌دار جانمایی شد، مردم آن گزینه‌ها را بیشتر انتخاب می‌کردند.

## کاربرد تئوری
در سال ۲۰۰۸، دولت ایالات متحده سانستاین را که کمک شایانی به توسعه این تئوری کرده بود، به عنوان مدیر دفتر اطلاعات و امور تنظیمی منصوب کرد.
از کاربردهای قابل توجه تئوری تلنگر می‌توان به شکل‌گیری تیم بینش رفتاری بریتانیا در سال ۲۰۱۰ اشاره کرد که اغلب با نام «واحد تلنگر» در دفتر کابینه شناخته می‌شود و تحت مدیرت دیوید هالپرن قرار دارد.
هم نخست‌وزیر دیوید کامرون و هم رئیس‌جمهور اوباما به دنبال به خدمت گرفتن تئوری تلنگر برای پیشبرد اهداف عالی سیاست داخلی در دورهٔ خود بودند.
در استرالیا، دولت ولز جنوبی جدید، جامعهٔ بینش رفتاری در عمل را تأسیس کرد.
تئوری تلنگر همچنین در مدیریت کسب و کار و فرهنگ سازمانی نیز کاربر دارد. از جمله در رابطه با بهداشت، ایمنی و محیط زیست (HSE) و منابع انسانی. با توجه به کاربرد این تئوری در HSE یکی از اهداف اصلی و اولیهٔ تلنگر رسیدن به یک «فرهنگ بدون حادثه» است.
شرکت‌های پیشرو سیلیکون ولی در کاربردی‌سازی تئوری تلنگر در تنظیمات تجاری شان نیز پیشتازاند. این شرکت‌ها با استفاده از تلنگر در اشکال مختلف برای افزایش بهره‌وری و شادی کارکنانشان در تلاش‌اند. اخیراً بیشتر شرکت‌ها از روشی به نام «تلنگر مدیریت» برای بهبود خلاقیت کارگران یقه سفیدشان استفاده می‌کنند.

## نقد
تلنگر زدن نیز مورد انتقاد واقع شده‌است. تامی بویس از بنیاد بهداشت عمومی صندوق پادشاه گفته‌است: "ما باید برانگیختن سیاسی انگیزه‌ها که یک (سیاست کوتاه مدت) است، مانند ایدهٔ تلنگر زدن به مردم، که براساس هیچ شواهد محکمی نیست و هیچ کمکی به به تغییر بلند مدت رفتار مردم نمی‌کند، دوری کنیم.
کس سانستاین به انتقادات مفصلاً کتاب اخلاق تأثیرگذاری پاسخ داده‌است. در این کتاب از تلنگر در برابر اتهامات وارد شده شامل؛ کاهش استقلال، تهدید کرامت انسانی، نقض آزادی یا کاهش رفاه، دفاع کرده‌است. این اتهامات با مشارکت افراد زیادی از بونز تا گودوین ساخته شده‌است. برای مثال ویلیکینسون، تلنگر را متهم به مداخله گر بودن می‌کند. هم‌زمان دیگرانی چون یونگ اعتبار علمی این روش را زیر سؤال می‌برند.
برخی مانند هاسمن و ولش جویای این امر هستند که آیا تلنگر زدن با درزمینه‌های (توزیع) عدالت مجاز باشد؛ لیپنیز و مالکا این سؤال را مطرح می‌کنند که آیا تلنگر زدن با قوانین ما سازگار است. به‌طور مشابه دانشمندان حقوقی مطرح می‌کنند که جایگاه تلنگر در قانون چیست؟
اقتصاد دانان رفتاری مثل باب سوگدن اشاره می‌کنند که زیربنای معیار هنجاری تلنگر زدنبر خلاف ادعای طرفداران آن هنوز ابرانسان اقتصادی استوار است.
دانشمندان دیگر نگرانی‌های مشابه را تکرار می‌کنند، به ویژه با توجه به نیاز به درک بهتر عوامل روانی که منجر به پیش‌بینی دراز مدت تغییرات رفتاری شود.
همچنین اظهار شده‌است که تلنگر زدن حسن تعبیر‌ی برای دستکاری روانشناختی به عنوان بخشی از مهندسی اجتماعی است.
تئوری تلنگر و چهارچوب‌های سیاستگذاری مشابه، توسط برخی روانشناسان مورد انتقاد قرار گرفته‌است که با وجود پیامدهای اخلاقی، به عوامل روانشناختی رفتارهایی که برای تغییر آن تلاش می‌کنند توجهی ندارد.